# Corticoviridae
Corticoviridae és una família de fags (virus que infecten bacteris) que pertany al grup I de la classificació de Baltimore. Consisteixen en una càpsida icosaèdrica de 60 nm de diàmetre i una membrana interna lipídica a més d'un escut de proteïna.
El primer virus descobert d'aquesta espècie rep el nom de PM2 i va ser isolat a Xile en una badia contaminada. El PM2 és el primer bacteriòfag en el qual s'ha demostrat la presència de lípids en el virió.
El genoma no està segmentat, constitueix el 13% del pes del virus té un ADN bicatenari, conté una sola molècula d'ADN circular, superenrotllada, de 9500-12000 nucleòtids de longitud i amb un contingut de GC del 43% En laboratori les seves propietats especials fan que s'usi en assaigs enzimàtics.